# Edmund Schuëcker
Edmund Schuëcker, auch Schuecker, Schüecker oder Schuöcker (geboren am 16. November 1860 in Wien; gestorben am 9. November 1911 in Kreuznach) war ein österreichischer Harfenist und Komponist.

## Leben und Wirken
Schuëcker studierte bei Robert Fuchs, Franz Krenn und Anton Zamara von 1871 bis 1877 das Harfenspielen und die Harmonielehre am Konservatorium der Gesellschaft der Musikfreunde in Wien. Anschließend schlug er eine Laufbahn als Soloharfenist ein und war in unterschiedlichen Orchestern tätig. Unter anderem von 1877 bis 1882 im Amsterdamer Orchester, von 1882 bis 1883 im Hamburger Symphonieorchester unter der Leitung von Albert Parlow oder von 1883 bis 1884 in der Königlich-sächsischen Staatskapelle Dresden. Seit 1884 spielte er im Gewandhausorchester in Leipzig und unterrichtete am dortigen Konservatorium. 1890 erhielt er den Ehrentitel Kammervirtuose des Herzogs Ernst von Sachsen-Altenburg. 1891 trat er in das neu gegründete Chicago Symphony Orchestra ein.
Im Juni 1900 wurde er von Gustav Mahler ins Wiener Hofopernorchester berufen. Schon im Jahr 1902 musste er diese Stelle aus gesundheitlichen Gründen aufgeben, zog nach Kreuznach und widmete sich der Komposition. Von 1903 bis 1904 spielte er im Pittsburgh Symphony Orchestra, wechselte von 1904 bis 1909 zum Philadelphia Orchestra und war 1910 im Orchester der Metropolitan Opera in New Yorker tätig.
Schuëcker gab unter dem Titel Die bedeutendsten Stellen für Harfe aus Richard Wagner’s Der Ring des Nibelungen, Die Meistersinger von Nürnberg, und Parsifal ein Hilfswerk für die Ausführung von schwierigen Harfenstellen in den Opern Richard Wagners heraus und wirkte 1903 und 1906 bei den Wagneraufführungen an der Covent Garden Opera in London mit.
Carl Reinecke widmete ihm 1884 sein Concert für die Harfe mit Begleitung des Orchesters.

## Familie
Schuëckers jüngerer Bruder Heinrich (1867–1913) hatte ebenfalls ein Studium bei Anton Zamara erhalten. Er trat 1885 als 1. Harfenist ins Boston Symphony Orchestra ein und lehrte am dortigen New England Conservatory. Zudem war er als Solist bei Musikfestivals in Worcester (Mass.), Paris und London zu sehen.
Er hatte einen Sohn Joseph E. Schuëcker, der am  19. Mai 1886 in Leipzig geboren wurde und am 9. Dezember 1938 in Los Angeles starb. Dieser hatte wie sein Vater und sein Onkel bei Alfred Zamara studiert und war von 1904 bis 1905 und nochmals von 1908 bis 1909 als Soloharfenist im Pittsburgh Symphony Orchestra angestellt. Anschließend trat er am Philadelphia Orchestra die Nachfolge seines Vaters an. 1911 bis 1913 war er Harfenist bei einer Operngesellschaft in Boston, unterrichtete von 1915 bis 1920 am Carnegie Institute of Technology in Pittsburgh. 1926 trat er erneut ins Pittsburgh Symphony Orchestra ein und blieb dort bis 1930.

## Werke (Auswahl)
- Fantasia de bravura. Für Harfe, Op. 11. Breitkopf & Härtel, Leipzig 1890 (archive.org).
- Mazurka für Harfe, op. 12. Breitkopf & Härtel, Leipzig 1890 (archive.org).
- Remembrances of Worcester: fantasia for 2 harps; op. 40. In: Für Harfe. 242b. Jul. Heinr. Zimmermann, Berlin / Leipzig 1902 (archive.org – Partituren für zwei Harfen, Copyright 1902 Carl Giessel jun., Bayreuth).